# Dynamena pumila

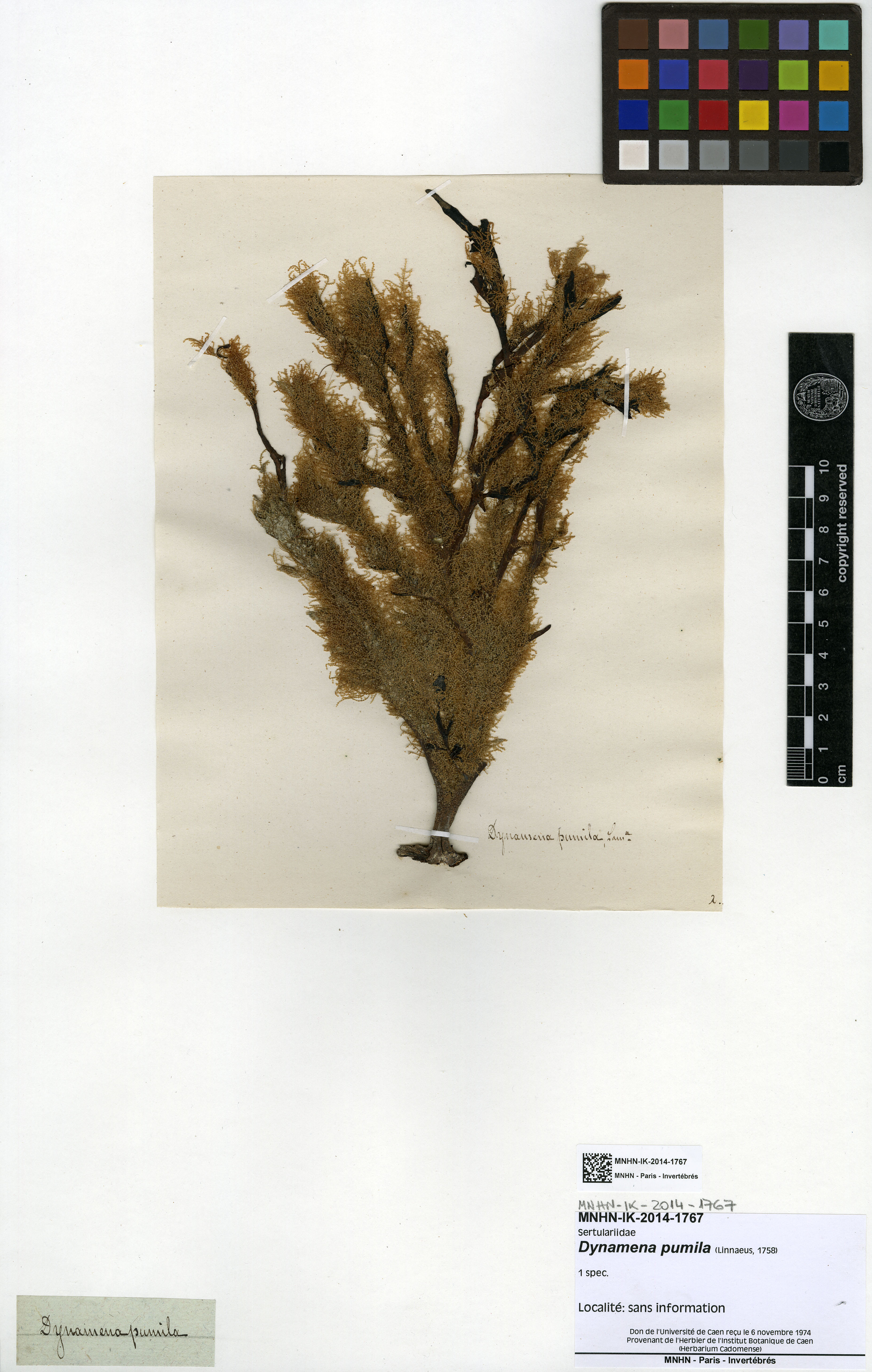
Kolonie von Dynamena pumila auf einem Seetang

Dynamena pumila, manchmal auch Zwergmoos oder Kleines Seemoos genannt, ist eine kleine thekate Hydrozoe, die hauptsächlich in der Gezeitenzone vorkommt. Der Name Sertularia pumila (Linnaeus, 1758) wird synonym verwendet.

## Verbreitung
Die Art kommt hauptsächlich in der Gezeitenzone vor. Zu finden ist sie unter anderem in der Nord- und Ostsee, im Mittelmeer, im Nordatlantik und im Weißen Meer. Für gewöhnlich kommt sie nicht unterhalb von 5 bis 8 Meter Wassertiefe vor, wurde aber auch schon in einer Tiefe von 75 Metern dokumentiert. Anders als andere Hydrozoen kann sie gut mit Strömungen und stärkeren Wasserbewegungen umgehen, weshalb sie auch die Gezeitenzone besiedeln kann. Hauptsächlich wächst Dynamena pumila auf den Seetangarten Laminaria saccharina, Fucus serratus (Sägetang) und Ascophyllum nodosum (Knotentang), soll aber auch auf Steinen wachsend vorkommen.

## Morphologie
Dynamena pumila kommt hauptsächlich koloniebildend vor, das bedeutet, dass sich aus einer Planula-Larve mehrere Polypen bilden, die über horizontale Längsverbindungen (Stolone) miteinander verbunden sind. Innerhalb dieser Kolonie kann es zu einer Aufgabenteilung unter den Polypen kommen. So gibt es Polypen, die nur für die Ernährung und Verdauung zuständig sind (Hydranthen), während andere die Verteidigung oder Fortpflanzung (Gonophore) als Aufgabe haben. Wie auch viele andere Hydrozoen besitzt Dynamena pumila nur ein reduziertes Medusenstadium. Die Medusen entwickeln sich hierbei in den auf die Fortpflanzung spezialisierten Polypen (Gonophoren) einer Kolonie.
Der Polyp von Dynamena pumila ist aus einer äußeren Epidermis und eine inneren Gastrodermis aufgebaut. Dazwischen befindet sich eine dünne Mesogloea (Stützlamelle). Am äußeren (distalen) Ende des Polypen befindet sich die Mundöffnung, die wie typisch für Polypen gleichzeitig den Anus darstellt. Um den Mund ist ein Kreis aus Tentakeln zu erkennen. Die Tentakel dienen der Verteidigung und dem Beutefang. Die Beute wird mithilfe der Tentakel in Richtung Mundöffnung transportiert. Unterhalb des Tentakelkranzes befindet sich der Stiel, auch Hydrocaulus genannt. Dieser endet in einer basalen Scheibe, mit der der Polyp am Substrat haftet. Die Stiele des Polypen bei Dynamena pumila sind meistens kurz, steif, aufrecht und unverzweigt, wobei auch verzweigte Wuchsformen vorkommen können. Unverzweigt wächst Dynamena pumila bis zu 30 mm hoch, verzweigt manchmal auch bis zu 50-75 mm.
Die Polypen sind bei den thekaten Hydrozoen von einer Hülle umgeben. Je nachdem welche Aufgabe der Polyp hat, hat die Hülle einen anderen Namen. Die Hydranthen sind von der Hydrothek umgeben, die Gonophoren von der Gonothek.
Die Hydranthen befinden sich gegenüberliegend am Stiel und bilden im Umriss ein umgedrehtes Dreieck. Die Öffnung der Hydrothek ist mit einem dünnen Deckel (Operculum) bedeckt. Je nachdem ob das Habitat einer starken Strömungsgeschwindigkeit oder Wellenaktivität ausgesetzt ist oder nicht, kann das Aussehen der Hydrotheken sich unterscheiden. Die Hülle um die Gonophoren ist eiförmig und besitzt manchmal ein geripptes Muster. Die weite Öffnung der Gonophore befindet sich oftmals auf einen kurzen Hals.
Dynamena pumila gehört zu den Nesseltieren (Cnidaria) und hat dementsprechend die für diesen Stamm typischen Nesselzellen (Cnidocyten).

## Anpassungen an starke Wasserbewegungen
Dynamena pumila kann nur aufgrund morphologischer Anpassungen gut in Arealen mit starken Wasserbewegungen überleben. So kann der Hydrocaulus beispielsweise aufgrund einer Gelenkverbindung zwischen ihm und der Hydrorhiza (Wurzel des Hydrozoen-Polypen, Befestigung am Substrat)
umknicken und bricht deshalb bei starker Strömung nicht ab. Zudem können sich die Hydranthenpaare selbst auch um etwa 60° biegen.

## Verwechslung mit ähnlichen Arten
Es gibt zwei Arten, die Dynamena pumila ähnlich sehen und ebenfalls in der Gezeitenzone vorkommen können; Amphisbetia operculata und Tridentata distans. Amphisbetia operculata ist zierlicher als Dynamena pumila und hat längere Hydrothekenbecher. Tridentata distans hat an einer oder mehreren Stellen am Stängel schräge Internodiengelenke. Dynamena pumila kommt in der Regel aber häufiger vor als die beiden anderen Arten.

## Entwicklung
In den stark reduzierten Medusen findet die Gametenreifung statt. Die Gameten werden nicht ins Freiwasser abgegeben, sondern entwickeln sich in den von Gonophoren entwickelten Zysten, den sogenannten Akrozysten. Die vollständig entwickelten Embryos (Planula-Larve) werden dann ist Freiwasser entlassen.
Auch bei Dynamena pumila spielt die für Hydrozoa typische Planula-Larve im Entwicklungszyklus eine wichtige Rolle. Die Planula-Larve ist zylindrisch geformt und besitzt eine bräunliche Färbung. Sie ist zwischen 0,6 und 0,8 mm lang. Die Planula-Larve bestimmt durch ihre Ansiedlung am Substrat die zukünftige Position des Polypen bzw. der Polypenkolonie.
Die voll entwickelten Planula-Larven verlassen die Akrozysten. Die freischwimmenden Larven verlängern sich allmählich und sinken dann zum Substrat, wo sie sich mit ihrem vorderen Ende festsetzten und in aufrechter Position verbleiben. In den nächsten drei Stunden entwickeln sie sich anschließend zu einer flachen Scheibe. So erhöhen sie die Fläche, die in Kontakt mit dem Substrat kommt. Nach etwa drei weiteren Stunden wächst der Hydrocaulus aus der Mitte der Scheibe nach oben. Am Ende des Hydrocaulus bilden sich nach etwa einem Tag einige benachbarte Hydranthen.

## Besonderheiten in der Entwicklung
In verschiedenen Studien wurden Auffälligkeiten in der Entwicklung von Dynamena pumilabeobachtet. Es wurde berichtet, dass sich die Planula-Larven nur auf älteren Teilen (älter als ein Jahr) des Algen-Gewebes ansiedeln, jedoch nicht auf jungen Gewebe, auf den Spitzen oder den basal wachsenden Teilen der Algen. Zudem könnte der mikrobielle Oberflächenfilm auf bestimmten Algen (zum Beispiel auf Fucus serratus und Laminaria saccharina) die Anheftung und Metamorphose der Planula-Larve beeinflussen.
Auch wenn Dynamena pumila in Bereichen mit starker Strömung leben kann, hängt die Ansiedlung der Planula-Larve doch von bestimmten Strömungsgeschwindigkeiten ab. Die Ansiedelung von Dynamena pumila fand im Experiment nur dann statt, wenn die Strömungsgeschwindigkeit 4 mm/Sekunde oder weniger betrug.
Zudem wurde eine aktive positive Phototaxis der Planula-Larven beobachtet. Dies bedeutet, dass sie sich bevorzugt in Arealen mit Licht ansiedeln. Diese fand in Experimenten so lange statt, bis sich die Planula-Larve angesiedelt hatte oder starb.
In Experimenten wurde gezeigt, dass anscheinend ein vorübergehender Luftkontakt wichtig für die Metamorphose der Planula-Larve ist. Dies wird durch das Vorkommen von Dynamena pumila in der Gezeitenzone, durch das Auftauchen bei Ebbe erreicht.

## Symbiosen
Es wurden Symbionten auf der Oberfläche der Hydrotheken bei Dynamena pumila gefunden, verschiedene Cyanobakterien, Mikroalgen, Diatomeen (zum Beispiel Cocconeis scutellum) und Eubakterien. Aufgrund der Abgabe verschiedener Substanzen der Symbionten bildet sich ein heterogener Biofilm auf der Oberfläche der Hydrozoe. Manche Symbioten scheinen die Hydrothekenhülle aufzulösen und können somit in das Innere des Organismus gelangen. Die Diversität und Dichte des Biofilms scheint mit dem Alter der Kolonie zuzunehmen.

## Ernährung
Dynamena pumila kann ihre Tentakel auch bei hohen Strömungsgeschwindigkeiten ausgestreckt lassen, dadurch können die Polypen auch in schnell fließendem Wasser Beute fangen. Die Hydrozoe ernährt sich von Zooplankton.

## Gefährdung
Die Gefährdung der Art Dynamena pumila in den deutschen Küstengewässern kann aufgrund mangelnder Daten derzeit nicht eingeschätzt werden.